# バーンドーン国際病院
バーンドーン国際病院（Bandon International Hospital Samui）は、タイ王国スラートターニー県サムイ島郡にある私立総合病院の一つである。バンドン国際病院とも記述される。

## 概略
タイ南部タイランド湾に浮かぶサムイ島にある私立国際病院。ベッド数は32床。集中治療室は2室。小児科医はいないが、常勤の産科医がいる。CT装置はあるが、血液透析はできない。24時間の救急救命体制を整えており、救急車、船舶、ヘリコプター搬送も行っている。サムイ島以外にパンガン島にも診療所を設置し、24時間救急救命を行っている。
本院であるバーンドーン病院はムアンスラートターニー市内にある。バーンドーンとは県都スラーターニーの旧名である。

## バーンドーン国際病院診療所
- パンガン島-一般診療および24時間救急。パンガン島郡タムボン・バーンタイ ハートリンに立地。
- シンシティ-サムイ島のシンシティショッピングモール内に立地。24時間開業。

## 国際対応
ほとんどの医師が英語での会話が可能であるが、日本語通訳はいない。